# Hervarar saga ok Heiðreks konungs

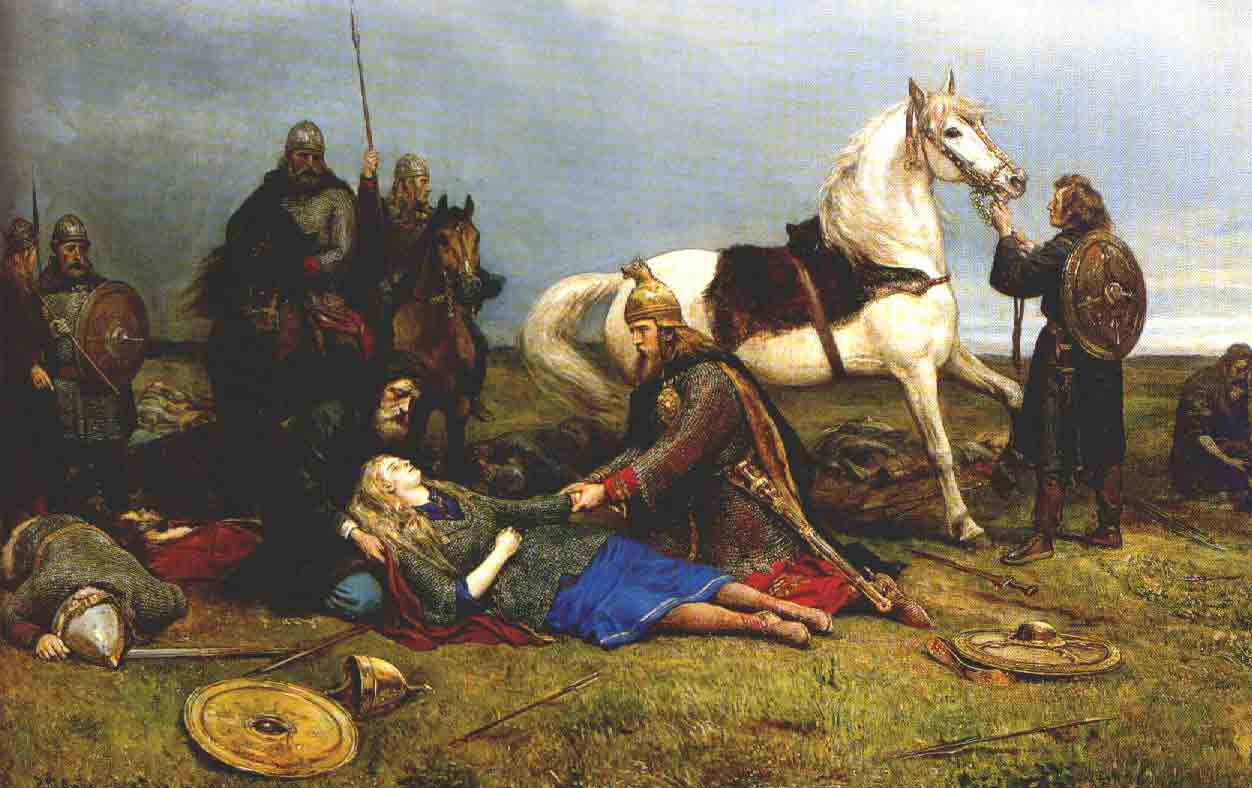
Hervörs Tod (Gemälde von Peter Nicolai Arbo)

Die Hervarar saga ok Heiðreks konungs (kurz Hervarar saga) oder Heiðreks saga ist eine Vorzeitsaga. Sie ist in drei verschiedenen Redaktionen (R, H und U) erhalten, von denen die älteste im 13. Jahrhundert niedergeschrieben wurde, und basiert auf älteren Erzählungen. Den Hintergrund ihrer Erzählhandlung bilden Kriege zwischen Goten und „Hunnen“ im 4. und 5. Jahrhundert.

## Handlung
Die Titelfiguren der Saga sind Hervör, die zeitweise als Kriegerin in Männerkleidung unterwegs ist, und ihr Sohn Heidrek (altnordisch Heiðrekr), der später König des mythischen Königreiches Reidgotaland wird. Zwischen Heidreks Söhnen, Angantýr und Hlöd (altnordisch Hlǫðr), bricht ein Bürgerkrieg um das Erbe des Vaters aus. Hlöd holt sich Hilfe bei den Hunnen, doch in der folgenden Schlacht wird er besiegt und erschlagen. Das Schwert Tyrfing spielt eine zentrale Rolle und wird innerhalb der Familie weitergegeben. Dieser Teil der Saga wird oft als Hunnenschlachtlied (altnordisch Hlǫðskviða) bezeichnet.
Zum Ende der Saga wird berichtet, dass Angantýr einen Sohn namens Heidrek Ulfham bekommt, der für längere Zeit König in Reidgotaland ist. Heidreks Tochter Hild bekommt einen Sohn, Halvdan den Gütigen, der wiederum Vater von Ivar Vidfamne wird. Die beiden letztgenannten Könige kommen auch bei Snorri Sturluson vor. Anschließend folgt in der U-Redaktion der Saga eine Auflistung des schwedischen königlichen Stammbaumes bis hin zu Philipp, der auch historisch belegt ist.

## Kulturhistorischer Kontext
Die Themen der Saga gehen bis auf die Zeit der Völkerwanderung zurück. Dies gilt insbesondere für das Hunnenschlachtlied (Hlǫðskviða). Dieser Teil gehört thematisch zu den Heldensagas. Dagegen ist der Teil über Hervör, der sich um das Hervörlied (Hervararkviða) aufbaut, zu den Wikingersagas zu rechnen. Allgemein enthält die Hervarar saga auffallend viele Verse im Vergleich zu anderen Sagas. Die Einleitung und der erste Teil der Saga spielen fast ausschließlich in ostnordischen Gebieten, die meisten in Schweden oder in schwedischem Einflussgebiet. Die Lokalisierung der Handlungsorte des zweiten Teils ausschließlich im südöstlichen Ostseegebiet oder generell dem südosteuropäischen Raum ist umstritten und wird z. B. von Reinhard Wenskus zurückgewiesen. Nach seinen textkritischen Untersuchungen handelt es sich in diesem Überlieferungsbereich mit größerer Wahrscheinlichkeit um die ausgetragene Schlacht zwischen einem gotländischen Stamm, den Gauten, und jenem Volk, das im nördlichen Bereich des Hunalands, einschließlich auch der heutigen Niederlande, ansässig war. Gemäß dieser Auslegung fände sich für das von Hlǫðr angegriffene Árheimar, Königssitz des Angantýr, eine Entsprechung im dortigen Arnhem. Wenskus interpretiert diesen Erzählungsabschnitt als einen salfränkischen Eroberungszug unter Chlodio, den er mit dem altnordischen Hlǫðr sowohl etymologisch als auch sagengeografisch vereinbar sieht. Über diesen Erzählungsraum enthält eine Handschrift der Hervarar saga auch folgendes geografische Zitat ihres Redaktors: „Er þat sagt, at Reiðgotaland ok Húnaland sé nú þýðskaland kallat.“ Die Bezeichnung þýðskaland ist mit Deutschland gleichzusetzen. Das Reiðgotaland wird in anderen Redaktionen dieser Saga auch mit dem zeitgenössischen Umfang von Jütland gleichgesetzt.

## Ausgaben
- Erdmann Matthias Reifegerste: Die Hervarar-Saga. Eine kommentierte Übersetzung und Untersuchungen zur Herkunft und Integration ihrer Überlieferungsschichten. = Die Saga von Hervör (= Altnordische Bibliothek. Band 6). Norden Reinhardt, Leverkusen 1989, ISBN 3-927153-01-X (zugleich: Köln, Universität, Dissertation, 1988).